# Anisol
Anisol, còn được biết đến với tên gọi mêtôxybenzen, là một chất lỏng trong suốt, không màu có mùi dễ chịu tương tự như mùi của hạt tiểu hồi. Anisol được sử dụng trong công nghiệp sản xuất nước hoa, trong tổng hợp hóa học và trong pheromon của các côn trùng.